# Viktor von Attems-Heiligenkreuz

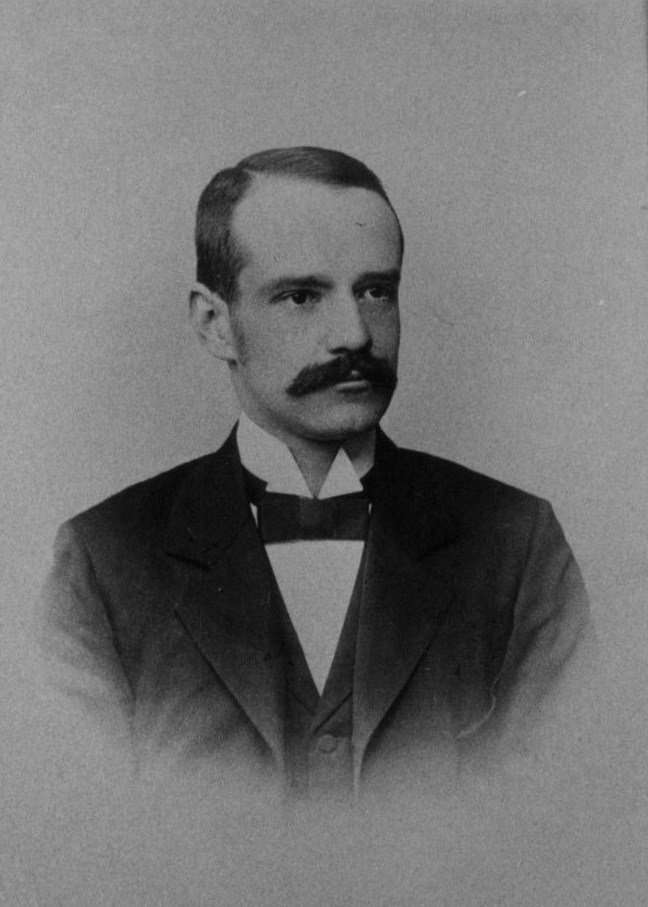
Viktor Graf von Attems-Heiligenkreuz

Viktor Graf von Attems-Heiligenkreuz (* 27. Juli 1864 in Görz; † 16. Oktober 1947 in Millstatt) war der  letzte österreichische Präsident der Seebehörde in Triest.

## Leben
Viktor Graf von Attems-Heiligenkreuz wurde als Sohn von Anton August Paul Graf von Attems-Heiligenkreuz (1819–1909) und Josefa Gräfin Mistruzzi-Freysingher (1830–1909) geboren. Viktor Graf Attems heiratet Mathilde Schürer von und zu Waldheim (* 1868) am 21. Dezember 1898 in Wien. Ihre Tochter ist die österreichische Malerin, Zeichnerin, Illustratorin und Designerin Maria Viktoria von Attems.
Seine älteren Brüder waren Heinrich Christian von Attems-Heiligenkreuz, der letzte österreichische K.u.K. Landespräsident im Herzogtum Krain und  Marius Anton von Attems-Heiligenkreuz, der letzte österreichische K.u.K. Statthalter von Dalmatien. 

## Auszeichnungen
- Franz-Joseph-Orden Komtur